# África Lorente Castillo
África Lorente Castillo   (Tànger, 16 d'octubre de 1954 - Hospital Universitari de Bellvitge, 1 de maig de 2020) fou una escriptora, mestra i política catalana.
Va néixer al Protectorat Espanyol al Marroc, però els seus pares eren originaris de Ceutí (Múrcia). Passà la seva infantesa a Las Palmas i Melilla, estudià per a professora a Alacant i el 1976 es va establir a Castelldefels. Es va afiliar el 1975 al PSOE a Alacant. Quan va arribar a Catalunya forma part de la Federació Catalana del PSOE, després PSC-PSOE, amb el qual ha estat primera secretària de la Federació del Baix Llobregat (1983-1988). Va fundar l'Agrupació socialista de Castelldefels.
Ha estat regidora de cultura, educació i esports de l'ajuntament de Castelldefels de 1979 a 1983, i tinent d'alcalde de 1987 a 2003 a les àrees de turisme, comunicació i promoció econòmica. També fou escollida diputada a les eleccions al Parlament de Catalunya de 1984.
Ha treballat com a professora a l'escola Can Roca i Edumar de Castelldefels, l'escola Jacme March de Gavà i l'escola Torre Barona de Castelldefels de la qual va ser directora, i ha escrit dues novel·les en castellà. És membre del Laberinto de Ariadna i de l'Associació Col·legial d'Escriptors de Catalunya.
África Lorente va encapçalar la manifestació del 8M 2020 (Dia internacional de la dona) a Castelldefels, municipi on fou regidora durant 20 anys. Per a ella va ser "un dia ple de reivindicacions", tal com va deixar escrit en el seu perfil de Twitter.
Només deu dies després de la manifestació, va anunciar amb un breu missatge a la mateixa xarxa social, el diagnòstic que li havien comunicat els metges: "Confirmat: coronavirus i pneumònia". Havia superat un càncer feia tot just un any.
Va morir a causa de la COVID-19 l'1 de maig de 2020 a 65 anys.
El dia 11 de març del 2022 fou guardonada pòstumament amb el 3r Premi Carme Chacon, per la seva trajectòria en la lluita feminista i per haver estat la primera dona en ocupar la secretaria del PSC en la comarca del Baix Llobregat.

## Obres
- Al otro lado del crepúsculo (2009)
- El pájaro de zinc (2012)